# Puppis A
Puppis A, también llamado SNR G260.4-03.4, CTA 46 y AJG 6, es un resto de supernova situado en la constelación de Puppis. Es uno de los objetos más brillantes en el cielo nocturno en la región de rayos X blandos. Aunque se superpone al resto de supernova de Vela, está unas cuatro veces más lejos que este.

## Morfología

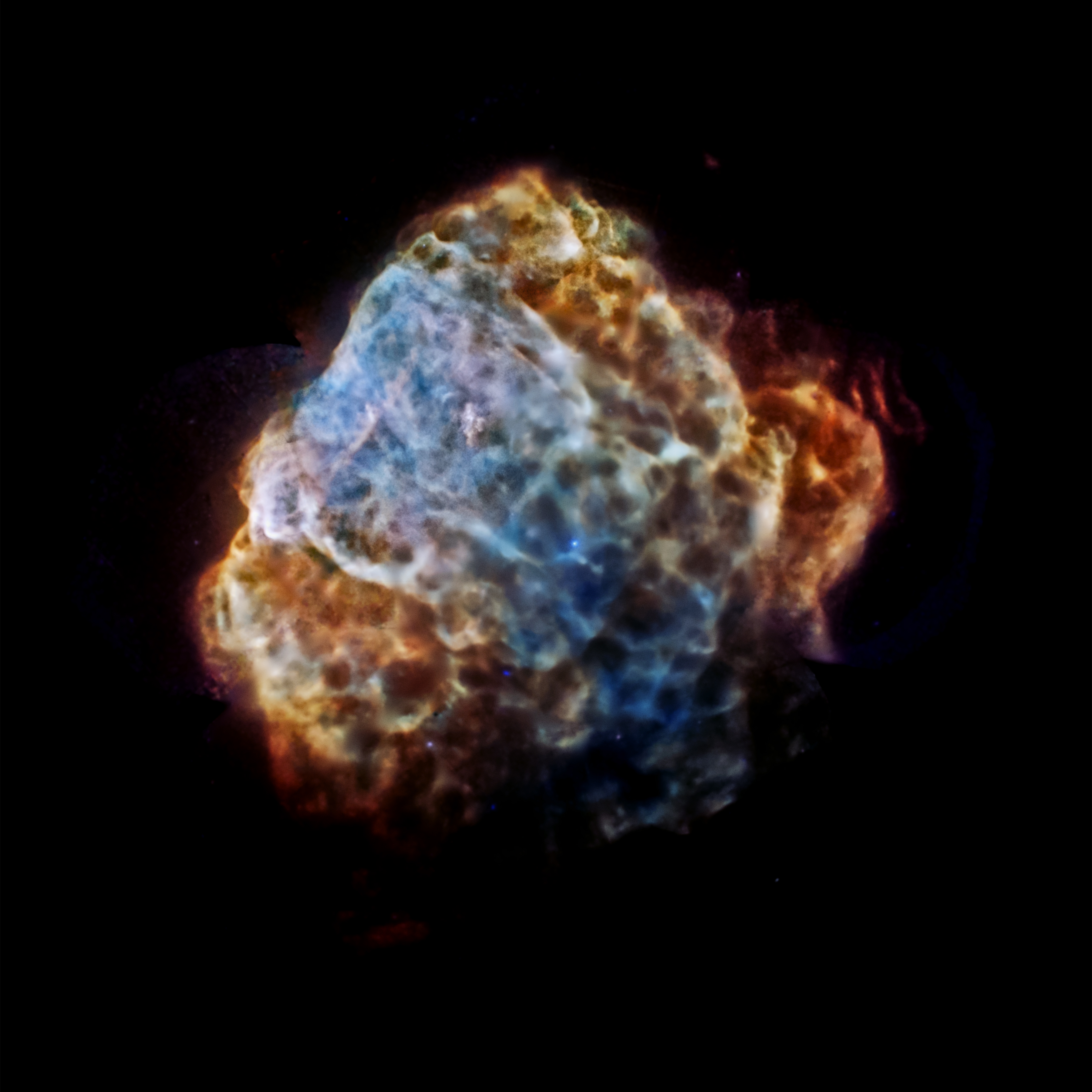
Imagen en rayos X de Puppis A (los rayos X de menor energía aparecen en rojo y los de mayor energía en azul)

Puppis A presenta una morfología peculiar, con bordes planos que confieren a la envoltura de este resto de supernova una forma semejante a una caja.
La emisión de radio sincrotrón es similar en estructura a la emisión de rayos X, mostrando una capa parcial significativamente más brillante en el lado noreste, pero ambas emisiones no están bien correlacionadas a pequeña escala. En cambio, la emisión en luz visible presenta una morfología completamente diferente: los rasgos más brillantes son una cresta de filamentos a lo largo del frente de choque en el lado noroeste del remanente.
Imágenes en el infrarrojo a 24 y 70 μm —obtenidas con el telescopio espacial Spitzer— muestran también filamentos brillantes alineados en paralelo a la envoltura, también observados en rayos X con Chandra y XMM-Newton. Igualmente también se han identificado en rayos X otros rasgos aislados ricos en oxígeno, neón y magnesio.
Por otra parte, la morfología de Puppis A en rayos gamma está más correlacionada con sus emisiones de rayos X térmicos e infrarrojo que con la emisión de radio.
En rayos X se observan dos nodos brillantes en el interior de Puppis A —al este y al norte—, habiéndose encontrado correlación entre estos nodos y la interacción entre el frente de choque y nubes moleculares; de hecho, Puppis A ha sido el primer caso donde se ha identificado por rayos X dicha interacción en una fase de tardía de la evolución de un resto de supernova. No hay gas molecular denso adyacente al nudo este, lo que implica que los grumos moleculares han sido completamente engullidos y destruidos por el frente de choque. La velocidad de dicho frente es de 600 - 1200 km/s.
Se piensa que la peculiar morfología de Puppis A viene determinada por la burbuja de viento estelar impulsada por el progenitor de la supernova, y no por fuertes gradientes de densidad en el medio interestelar ni por la interacción con nubes moleculares. La burbuja parece ser el resultado de diversos tipos de viento estelar, uno de ellos magnetizado, durante la vida del citado progenitor, creando una cavidad en forma de caja similar a las observadas en nebulosas planetarias.
La temperatura del gas en expansión supera los 9 000 000 K.

## Remanente estelar
El objeto central compacto (CCO) asociado a Puppis A es la estrella de neutrones RX J0822.0-4300, cuyo período de rotación es de 112 ms. Se piensa que dicho período era muy similar en el momento de su formación, siendo sus propiedades notablemente similares a las de los otros CCO nacidos con campos magnéticos débiles y períodos de rotación lentos.
Dado que las eyecciones en Puppis A generalmente se expanden hacia el norte y el este, RX J0822.0-4300 se mueve en dirección opuesta —hacia el suroeste— como resultado de la explosión de la supernova.

## Edad y distancia
No existe un claro consenso en cuanto a la edad de Puppis A. Su antigüedad calculada por diversos métodos parece estar entre 4000 años —edad dinámica basada en la velocidad y en el tamaño de la onda de choque— y 7420 años —edad del plasma—.
Extrapolando el movimiento del púlsar asociado a Puppis A atrás en el tiempo, también se puede estimar la edad de Puppis A, resultando ser en este caso 4600 ± 700 años.
Por otra parte, este resto de supernova está a una distancia estimada de 1300 ± 300 pársecs. Su radio es de aproximadamente 10,5 pársecs.

## Véase también

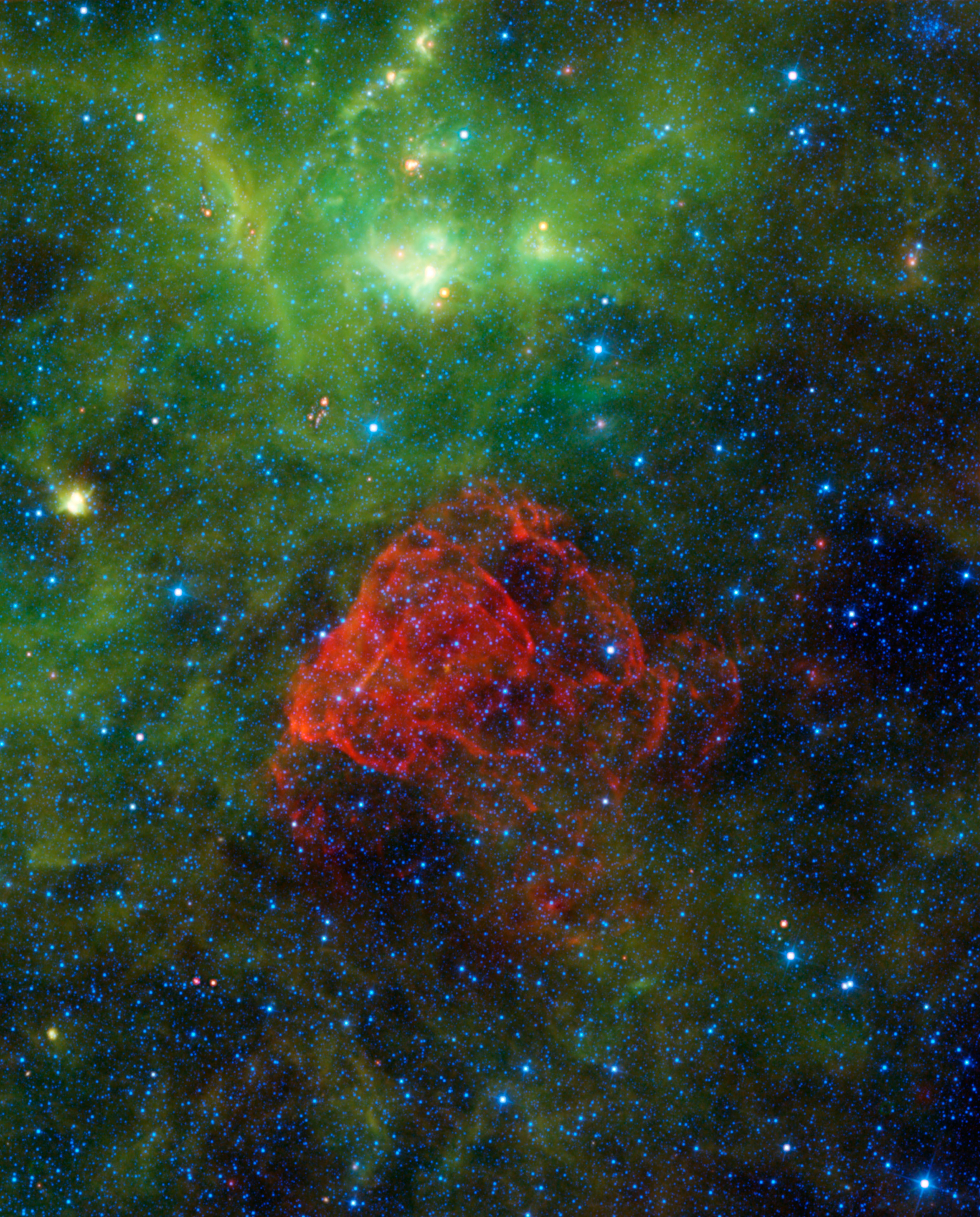
Puppis A en el infrarrojo (Imagen del Wide-field Infrared Survey Explorer)